# Tines del Camí del Flequer
Les tines del Camí del Flequer són tres conjunts de tines del municipi del Pont de Vilomara i Rocafort (Bages) protegides com a béns culturals d'interès local.

## Tines del Camí del Flequer 1
La construcció se situa al marge esquerre del camí que va al mas Flequer, tal com s'indica al plànol de l'emplaçament. És un grup format per dues tines de planta circular amb una barraca comuna i una edificació auxiliar darrere d'elles. Amb el camí com a punt de referència, i observant el conjunt de cara, el descrivim d'esquerra a dreta. La tina número 1 presenta la part inferior dels murs construïts amb pedra i morter de calç i amb l'interior recobert de rajoles de ceràmica envernissada lleugerament corbades. Es troba en força mal estat: en manquen rajoles, la part superior dels murs i la totalitat de la coberta.
A la tina número 2, construïda d'igual forma, li manca igualment la part superior dels murs i la coberta. També té presència de vegetació a l'interior. En totes dues tines hi ha una rampa de pedra, coberta amb sorra, que hi permet l'accés. El conjunt de la construcció es troba en un estat força deteriorat.
Hi ha una barraca i una edificació auxiliar. La barraca és de pedra seca, a l'interior hi ha dos brocs per a les tines. La coberta, de falsa cúpula, és folrada de sorra i pedruscall, i en manca la llosa superior. Hi ha una altra edificació de planta rectangular que podria tenir funció de refugi.

## Tines del Camí del Flequer 2
La tina se situa al marge esquerre del camí que va al mas Flaquer. És una construcció de planta circular. La part inferior dels murs és feta amb pedra i morter de calç i l'interior és recobert de rajoles de ceràmica envernissada lleugerament corbades. A la part superior els murs són fets amb pedra sense material d'unió, i és on es devia localitzar l'entrada a la tina, en aquest cas amb una llinda única. Sobre els murs s'estén el voladís, fet amb pedres més planeres. La coberta és construïda amb el mètode d'aproximació de filades, a sobre hi ha una capa de sorra i pedruscall. Hi ha una rampa de pedra, coberta amb sorra, que permet l'accés a la tina. S'aprecien també les restes de la construcció d'una barraca que tancava el broc de la sortida de la tina. El conjunt de la construcció es troba en força bon estat, gràcies a un acurat treball durant la seva realització.

## Tines del Camí del Flequer 3
La tina se situa al marge dret del camí que va al mas Flaquer. És una construcció de planta circular. La part inferior dels murs és feta amb pedra i morter de calç i l'interior és recobert de rajoles de ceràmica envernissada lleugerament corbades. A la part superior els murs són fets amb pedra sense material d'unió, i és on es devia localitzar l'entrada a la tina.
El conjunt de la construcció es troba en força mal estat, n'han desaparegut la part superior del mur i la totalitat de la coberta. Encara que no se sap del cert, sembla que l'entrada donava a la vall del Flequer i el broc de sortida devia estar encarat cap al torrent. La pedra amb la qual està construïda es troba molt deteriorada, ja que és molt trencadissa.